# 中島パーキングエリア
中島パーキングエリア（なかじまパーキングエリア）は、大阪府大阪市西淀川区の阪神高速道路5号湾岸線上にあるパーキングエリア。
中島出入口に併設されているが、PAからの中島出入口の利用、およびその逆はいずれも不可能。
施設は海上にある。建物は2階建てで、1階はトイレやコンビニエンスストアなどがある。2階は展望スペースとなっており、ソファーから大阪湾を眺めることができる。また、電気自動車用の急速充電器が設置されており、これは西日本の高速道路会社では初めての採用となった。

## 道路
- 阪神高速5号湾岸線

## 施設

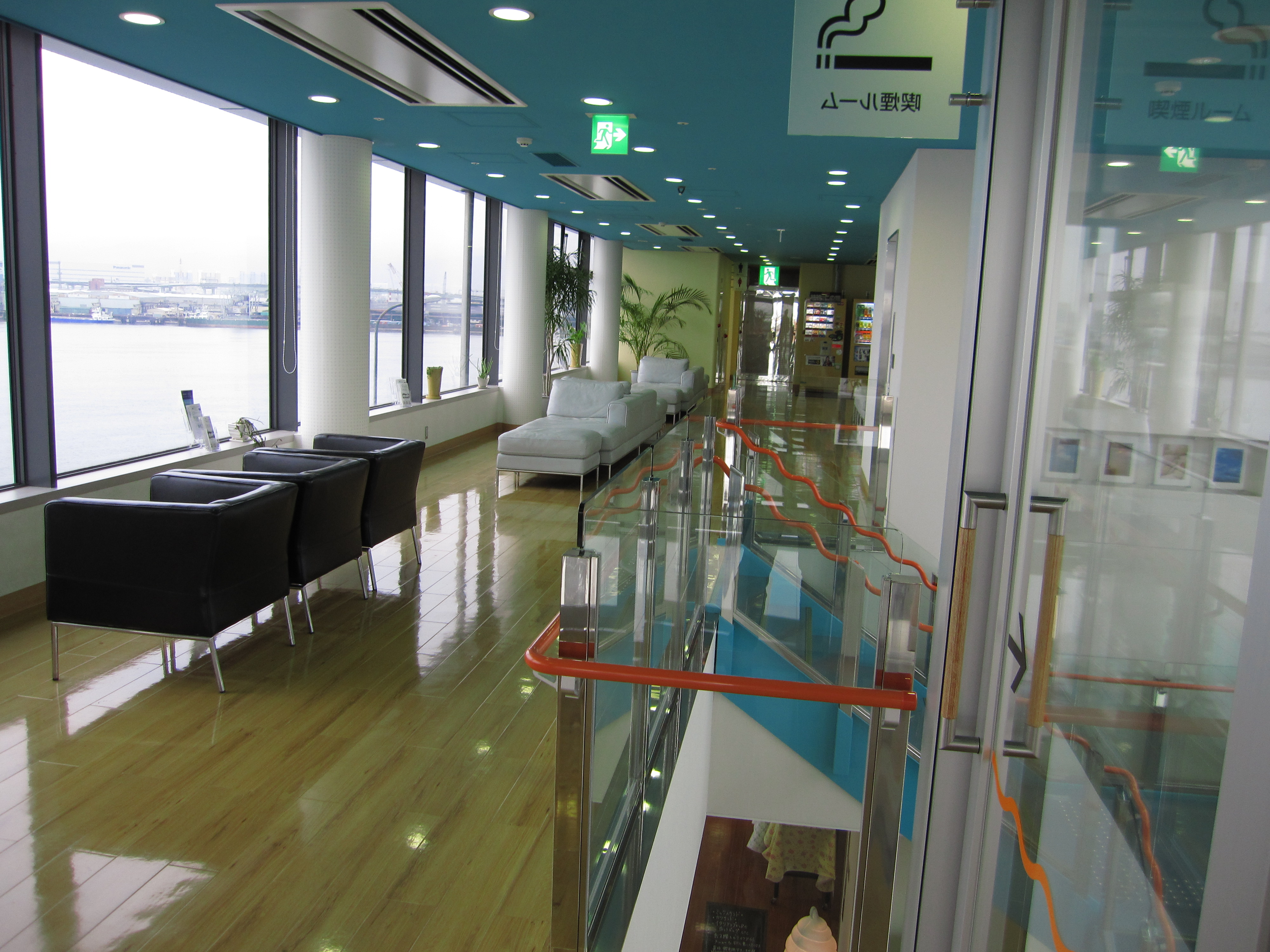
2階展望スペース

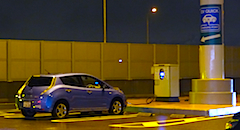
急速充電スペース

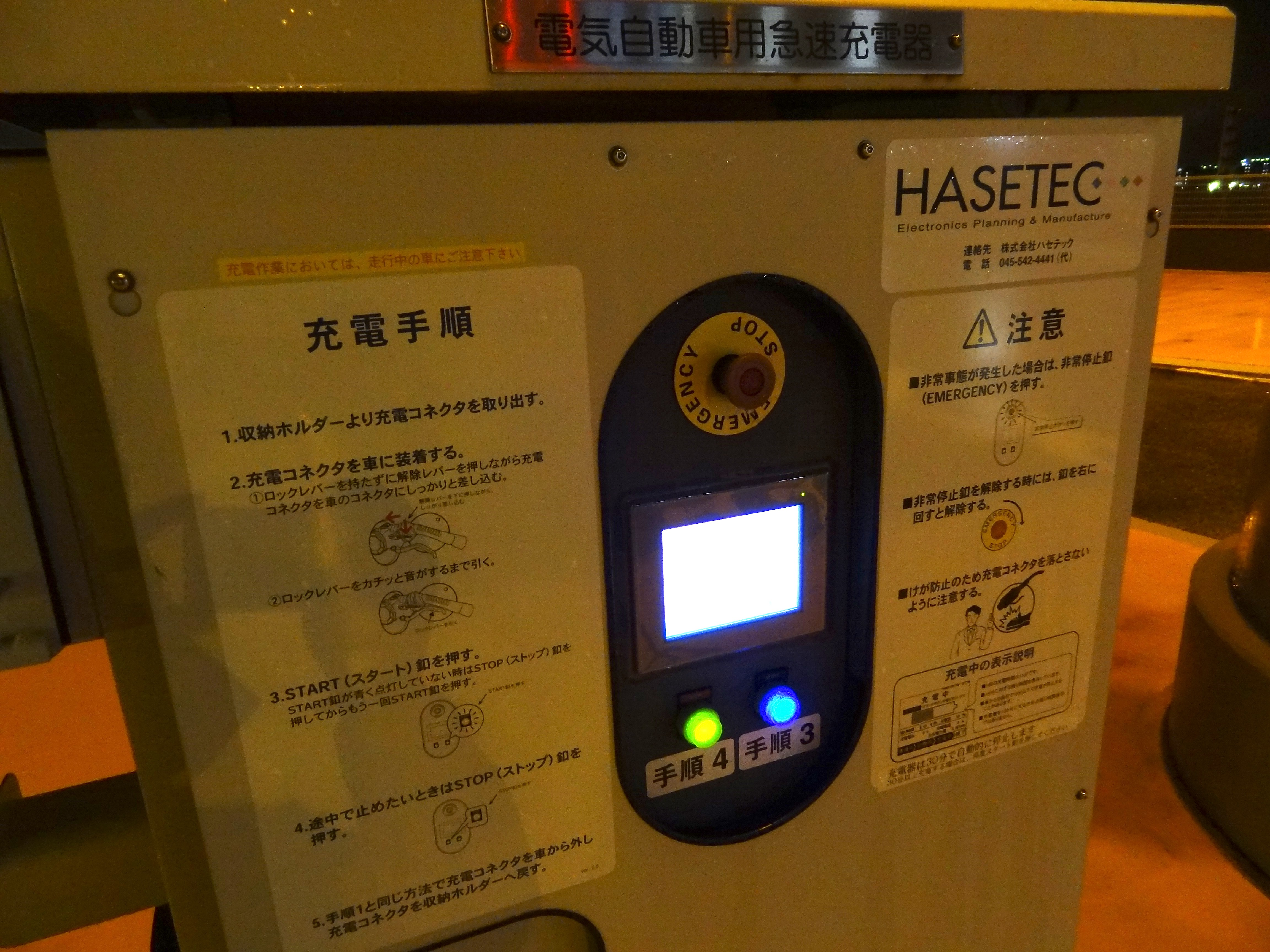
急速充電器（ハセテック）

### 神戸（六甲アイランド）方面
- 駐車場
  - 大型 19台
  - 小型 40台
  - 身障者用 2台
- トイレ 男大4(和1:洋3)、小9 女(和2:洋7)同伴男児用:1
- 多機能トイレ 1(※1階のみ)
- コンビニエンスストア「デイリーヤマザキ」（6:00 - 23:00）[2]
- 自動販売機
- ベビーベッド
- ベビーチェア
- 喫煙コーナー
- スタンプ台（1階）
- 授乳室
- グリーンポスト（1階）
- コンシェルジュ室（1階）
- AED
- 道路交通情報ターミナル
- 無線LAN
- 電気自動車用急速充電器
- JNTO認定外国人観光案内所

### 泉佐野方面
- 駐車場
  - 小型車 25台
  - 大型車 9台
  - 特大車 2台
  - 二輪車 4台
  - 身障者 2台
- トイレ
  - 男性
    - 小 9基
    - 大 3室

  - 女性 9室
  - バリアフリートイレ 2室
- 無料休憩所
- 乳幼児設備（授乳室等）
- 自販機コンビニ
- AED
- 無線LAN
- ETC利用履歴発行プリンター
- 道路交通情報ターミナル

## 歴史
- 1994年（平成6年）4月2日 : 開業。
- 2008年（平成20年）6月30日 : トイレがリニューアルされる[3]。
- 2009年（平成21年）4月25日 : レストランや休憩施設がリニューアルされる[3]。また、無料の電気自動車用急速充電器も設置された[1]。
- 2020年（令和2年）5月1日 : コンビニエンスストア「デイリーヤマザキ」がオープン[2]。
- 2025年（令和7年）2月26日 : 泉佐野方面が供用開始[4]。

## 隣
阪神高速5号湾岸線
(5-04,5-05) 中島出入口 - 中島PA - (5-06) 尼崎東海岸出入口